# Lofti Ben Sassi
Lofti Ben Sassi (ur. 27 października 1965 w Badży) – tunezyjski piłkarz grający na pozycji pomocnika. W swojej karierze rozegrał 2 mecze w reprezentacji Tunezji.

## Kariera klubowa
W swojej karierze piłkarskiej Ben Sassi grał w klubie Olympique Béja.

## Kariera reprezentacyjna
W reprezentacji Tunezji Ben Sassi zadebiutował 8 lutego 1994 w zremisowanym 1:1 towarzyskim meczu z Maltą, rozegranym w Ta’ Qali. W tym samym roku został powołany do kadry na Puchar Narodów Afryki 1994. Na tym turnieju nie rozegrał żadnego meczu. W kadrze narodowej rozegrał 2 spotkania, oba w 1994.